# ブジョンヌイ行進曲
ブジョンヌイ行進曲（赤色騎兵隊行進曲とも）は、第1騎兵隊の兵士と指揮官を称える赤軍の行進曲。

## 歌詞
音楽:ダニール・ポクラス、ドミトリー・ポクラス。
歌詞: アナトリー・ダクティル （アナトリー・フレンケル）、1920年。
我々は赤軍騎兵だ

そして我々について

ブィリーナが話している

晴れた夜はどうなるか

嵐の日にはどうなるか

我々は誇り高く

勇敢に戦いへと行進する

（合唱）

勇敢に戦場へ導きたまえ、ブジョンヌイ！

雷鳴を響かせよ

燃え上がれ、燃え上がれ

我らは無私の英雄

我々の人生は闘いだ

ブジョンヌイは我々の兄弟だ

すべての国民は我々と共にある

命令は頭を垂れることではない

そして前を見ている

ヴォロシーロフも一緒だ

ヴォロシーロフも一緒だ

ソビエト連邦のために 血を流すのだ

（合唱）

澄み切った空高く 緋色の旗が翻っている

馬に乗って敵の見えるところへ急ぐ

息をのむような戦いの中で

雪崩を打って

「ワルシャワをよこせ ベルリンをよこせ」

そしてクリミアに墜落した

（合唱）

## 3月バージョン
この行進曲の歌詞は、ソビエト社会主義共和国連邦がまだ存在していなかった1920年に書かれたものであるため、2番の歌詞に「ソビエト連邦」が登場するのはソ連邦が成立した1922年よりも後のことになる。この曲の研究者や歴史家たちは、1920年版を見つけようと試みたが、成功せず、内戦当時に関連するこの曲の原稿も出版物も、今日に至るまで誰も見つけることができなかった。「ブジョンヌイ行進曲」の最初の出版は1923年にさかのぼる。その時すでに、メロディーも歌詞も、今日知られている最終的な形になっていた。
行進曲の最初の行は、アレクサンドロフ・ロシア陸軍歌舞アンサンブルでも演奏される。行進曲の最初の行は、アレクサンドロフ・ロシア陸軍歌舞アンサンブルによって「われら赤き騎兵隊」（末尾の音節が強調されている）というバージョンでも演奏されており、これは行進曲の初期バージョンと考えられている。